# Storczykowate

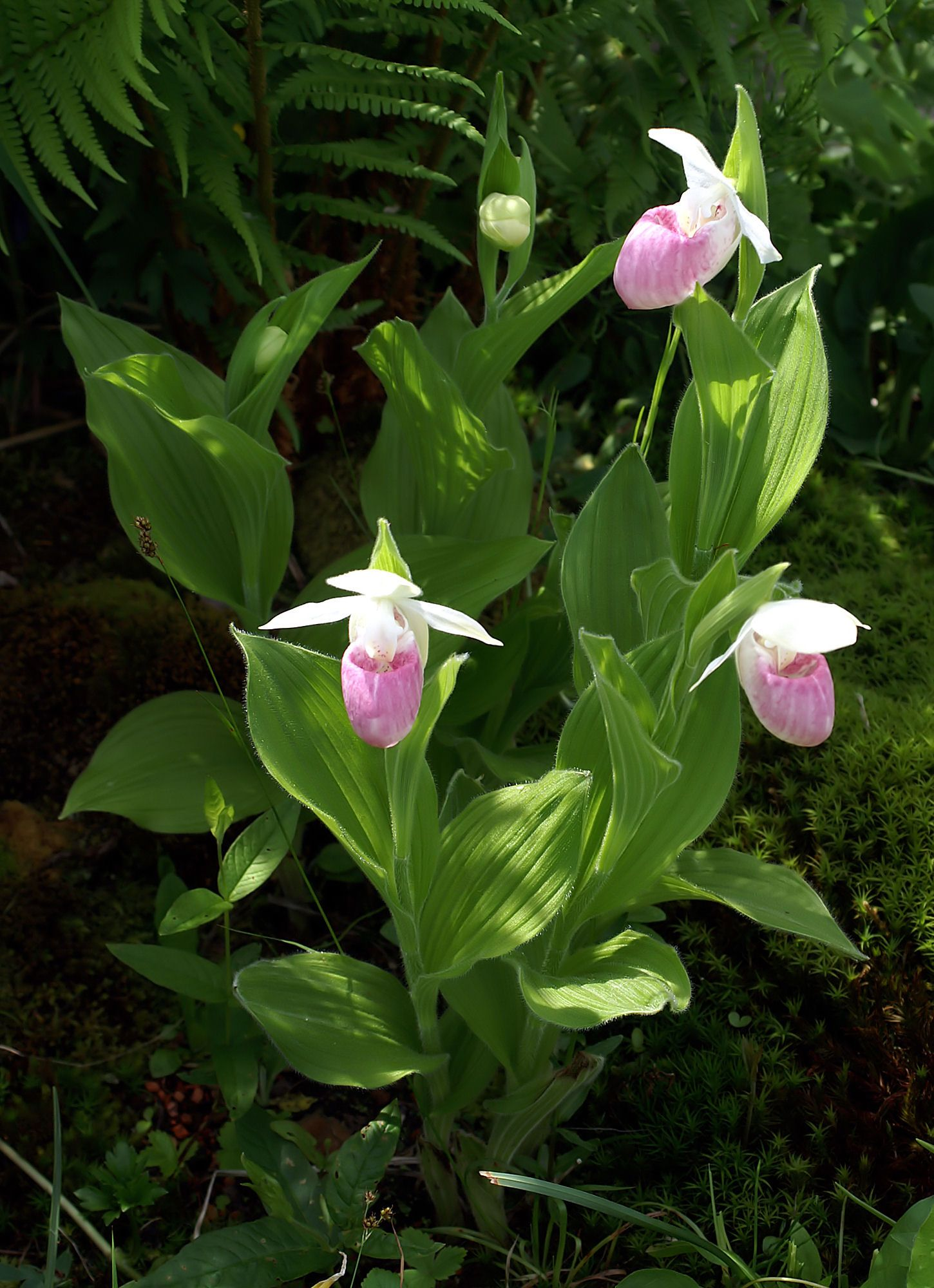
Cypripedium reginae

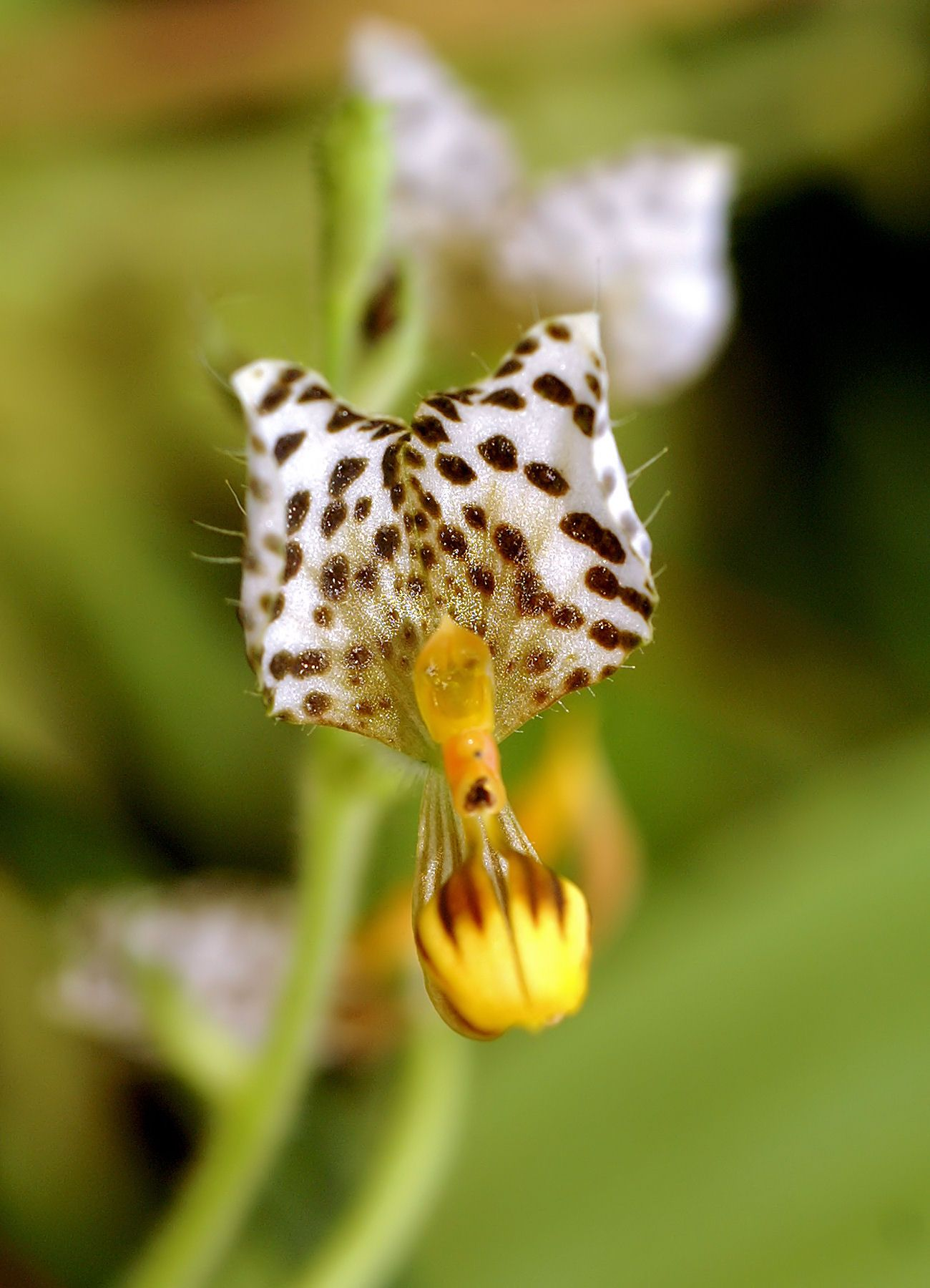
Ponthieva maculata

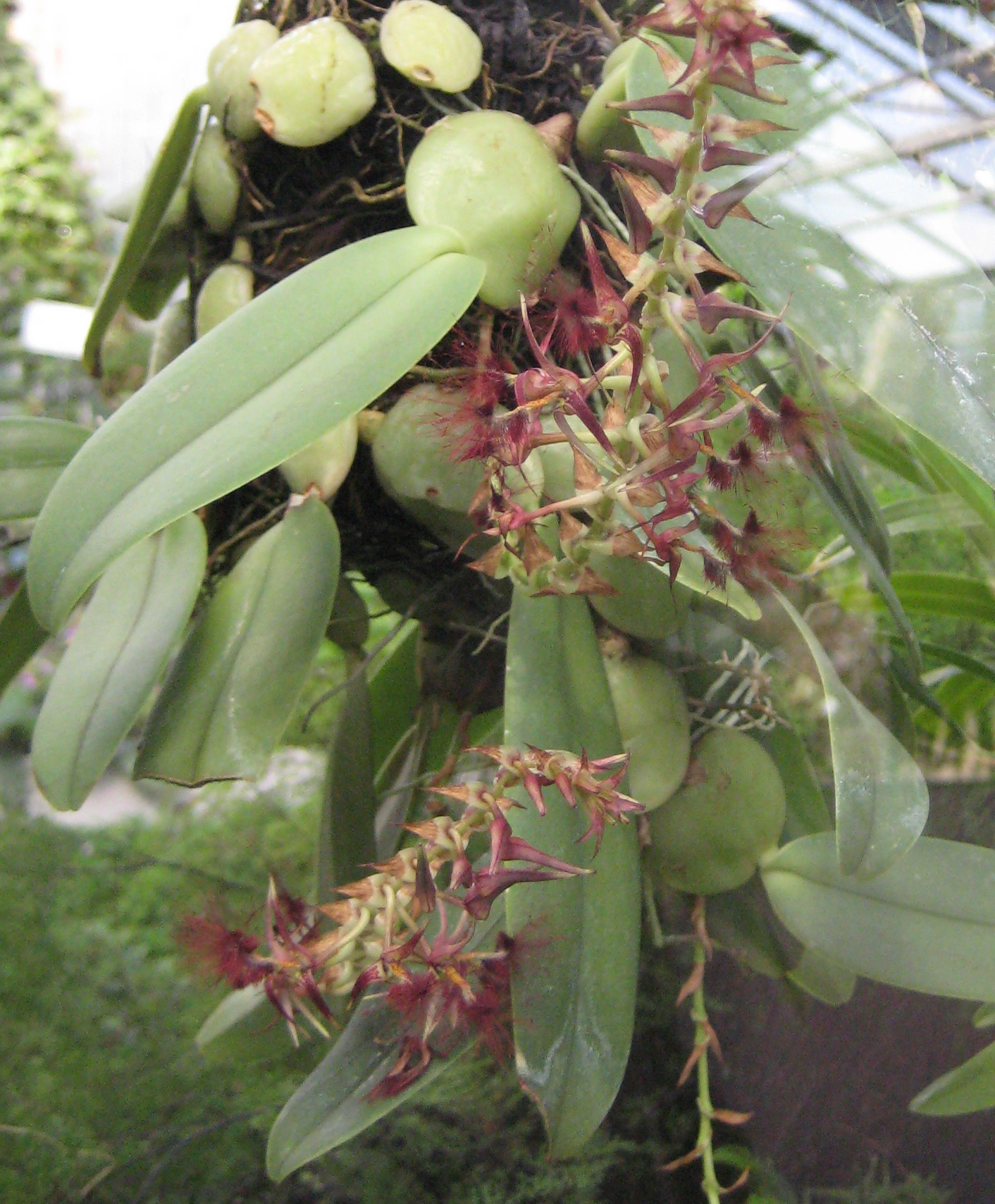
Bulbophyllum barbigerum

Storczykowate (Orchidaceae Juss.) – rodzina roślin z grupy okrytozalążkowych obejmująca około 21 950–26 049 zaakceptowanych gatunków bylin (samożywnych i myko-heterotroficznych), zgrupowanych w 880 rodzajach. Szacuje się, że może ich być 30–40 tys. gatunków. Storczykowate wraz z astrowatymi (Asteraceae) należą do najbogatszych w gatunki rodzin roślin wyższych (rozstrzygnięcie pierwszeństwa między nimi jest kłopotliwe ze względu na ciągłe zmiany w ich klasyfikacjach). Na przełomie XX i XXI wieku odkrywano ok. 150 nowych gatunków storczykowatych rocznie. W ciągu XX wieku liczba znanych rodzajów i gatunków uległa podwojeniu. Do najbardziej zróżnicowanych rodzajów należą: bulbofylum (ok. 2000 gatunków), epidendrum (ok. 1500 gatunków), dendrobium (ok. 1400 gatunków) oraz Pleurothallis (ok. 1000 gatunków). W Polsce, w stanie dzikim, występuje ok. 50 gatunków z 24 rodzajów i wszystkie one podlegają ochronie gatunkowej.
Stosunkowo nieliczni przedstawiciele rodziny mają znaczenie użytkowe, jak np. wanilia płaskolistna (Vanilla planifolia). Bardzo rozpowszechniona jest jednak uprawa wielu gatunków jako roślin ozdobnych. W wyniku rozwoju hodowli storczykowatych od XIX wieku, ogrodnicy stworzyli ponad 100 tysięcy różnych odmian ozdobnych, w tym wiele mieszańców, także międzyrodzajowych. Rośliny z rodziny storczykowatych o efektownych i oryginalnych kwiatach są potocznie nazywane orchideami. Popularne w uprawie jako rośliny doniczkowe są storczyki z rodzajów falenopsis i cymbidium, poza tym katleja, celogyne, dendrobium, miltonia, odontoglossum, oncidium i pafiopedilum.

## Zasięg występowania
Storczykowate są rodziną kosmopolityczną, występującą na wszystkich kontynentach, z wyjątkiem Antarktydy. Największe zróżnicowanie gatunkowe storczyków występuje w strefie międzyzwrotnikowej, a zwłaszcza w tropikach na kontynentach amerykańskich i w Azji południowo-wschodniej po Nową Gwineę. W tropikach amerykańskich rośnie 350 rodzajów i ok. 10 tys. gatunków, tylko w Malezji jest ich 4,5 tys. gatunków, a na Nowej Gwinei 2,3 tys. Z tropikami związanych jest 36 najbardziej zróżnicowanych gatunkowo rodzajów, liczących ponad 100 gatunków, i tylko nieliczne z nich mają przedstawicieli poza strefą równikową. Im dalej od równika tym zróżnicowanie gatunkowe storczykowatych spada. Bardzo nieliczne gatunki przekraczają na półkuli północnej koło podbiegunowe (szerokość geograficzna 66°), a na półkuli południowej sięgają do ok. 55°. Rośliny z dwóch największych podrodzin (Orchidoideae i Epidendroideae) spotykane są na wszystkich lądach poza obszarami polarnymi i pustyniami Australii i północnej Afryki. Cypripedioideae spotykane są w tropikach amerykańskich i azjatyckich oraz w strefie klimatu umiarkowanego w Ameryce Północnej, Europie i Azji. Vanilloideae spotykane są wszędzie w strefie tropikalnej, a do strefy umiarkowanej sięgają we wschodniej części Ameryki Północnej, w Azji wschodniej i południowej Australii. Bazalna podrodzina Apostasioideae występuje w Azji południowo-wschodniej po północną Australię i wyspy Oceanii.

## Morfologia
PokrójRośliny zielne o pędach rozgałęziających się monopodialnie lub sympodialnie. Storczyki o wzroście monopodialnym mają stale rosnący pąk szczytowy, a ewentualne odgałęzienia boczne rosną słabiej od niego. Poza formami pnącymi osiągającymi czasem wiele metrów długości, storczyki monopodialne z reguły rosną wolno, tworząc w każdym sezonie pojedyncze liście, czasem pędy są bardzo zredukowane, np. w przypadku Polyrrhiza funalis tylko do łuskowatego pąka (funkcję asymilacyjną pełnią korzenie). W przypadku storczyków o wzroście sympodialnym pęd szczytowy zaprzestaje wzrostu po każdym sezonie i nowy pęd wyrasta z pąka bocznego, rzadziej z dwóch lub większej ich liczby. Pędy z poszczególnych lat zamierają po jednym, czasem po dwóch lub kilku sezonach. U wielu przedstawicieli rodziny odcinek roczny pędu składa się z krótszego lub dłuższego kłącza i wznoszącego się pędu ulistnionego i kwiatonośnego, który kończy wzrost. Często ten wznoszący się odcinek pędu grubieje tworząc pseudobulwę osiągającą różne rozmiary – od kilku milimetrów do 2,5 m wysokości (u Grammatophyllum speciosum). W zależności od tego czy pseudobulwa powstaje z jednego międzywęźla czy z większej ich liczby liście wyrastają tylko z jego wierzchołka (w pierwszym przypadku) lub w różny sposób wzdłuż jej długości. U wielu przedstawicieli tropikalnych epifitów pędy rosną ku ziemi wykazując geotropizm dodatni, co ułatwia spływanie wody i wymianę gazową w obszarach o dużych opadach. U storczyków naziemnych rosnących w strefach umiarkowanych (w tym u wszystkich przedstawicieli rodziny rosnących w Polsce) pędy nadziemne giną po owocowaniu, a organem przetrwalno-spichrzowym jest podziemne kłącze, pseudobulwy lub bulwy korzeniowe.
KorzenieWystępują wyłącznie korzenie przybyszowe, częste są korzenie powietrzne pokryte charakterystycznym – gąbczastym i srebrzystym (w stanie suchym) welamenem – tkanką chłonącą wodę. Po nasączeniu wodą stają się zielonkawe. U storczyków naziemnych welamen wykształcać się może w pełniącą podobną funkcję warstwę gęstych włosków przypominających filc. Nie występują z reguły na korzeniach storczykowatych włośniki, za to u wszystkich występuje mykoryza. Korzenie storczyków epifitycznych ściśle przywierają do podpór, często oplatają gałęzie drzew, czasem też są spłaszczone i zielone pełniąc funkcje asymilacyjne (np. rodzaje Polyrrhiza, Taeniophyllum i Campylocentrum). U storczyków naziemnych często korzenie pełnią funkcje spichrzowe i tworzą bulwy. Mogą one być kształtu wrzecionowatego, jajowatego (np. u rodzaju storczyk Orchis) lub są dłoniasto podzielone (np. u rodzaju gółka Gymnadenia), gdy powstają z korzenia rozgałęziającego się. Co roku u nasady pędu nadziemnego powstaje taka bulwa potomna, z której w roku kolejnym rozwija się nowy pęd powodując zarazem jej obumarcie. U niektórych storczyków kłączowych korzeni brak (np. u storzana Epipogium i żłobika Corallorhiza).
LiścieZ reguły pojedyncze, całobrzegie (w Australii występują storczyki o liściach dłoniasto klapowanych) i nagie. Najczęściej skrętoległe, czasem dwurzędowe, rzadko naprzeciwległe lub okółkowe. O blaszce płaskiej, zwijającej się lub składanej, często mięsistej i o nasadzie pochwiastej. U storczyków o pędach wieloletnich liście są zwykle są trwałe, tj. utrzymują się przez kilka lat, choć są też rodzaje zrzucające liście w porze suchej (np. Calanthe, Catasetum i Lycaste). Kształt blaszki jest od równowąskiego (trawiastego) poprzez lancetowaty do eliptycznego i jajowatego. Użyłkowanie jest równoległe, przy czym w szerszych liściach wiązki boczne przebiegają łukowato). U wielu przedstawicieli rodziny liście są plamiaste. U gatunków o zredukowanych pędach, u których funkcję asymilacyjną pełnią korzenie oraz u storczyków myko-heterotroficznych liście są silnie zredukowane.
KwiatyPojedyncze (w przypadku obuwikowych Cypripedioideae) lub zebrane w grona, wiechy i kłosy. Kwiaty i kwiatostany wyrastają ze szczytu pędu, z podstawy pędu wegetatywnego lub z kątów liści, mogą się wznosić lub zwisać. Kwiaty u storczyków z bazalnej podrodziny Apostasioideae są prawie promienisto symetryczne, ale u większości storczyków kwiaty są grzbieciste, często efektowne – duże i barwne, bardzo zróżnicowane pod względem kształtu i przystosowania do zapylenia. Kwiaty są obupłciowe, ale często też występują kwiaty sterylne, czasem kwiaty są zróżnicowane w obrębie kwiatostanu lub różnicują się z wiekiem rośliny. Jak u innych jednoliściennych kwiaty są trzykrotne, a ich listki okwiatu nie są zróżnicowane na kielich i koronę. Nazywane są po prostu listkami okółka zewnętrznego i wewnętrznego (w piśmiennictwie anglo- i niemieckojęzycznym stosowane są terminy odpowiednio sepala i petala). Z listków okwiatu wyróżnia się zwłaszcza jeden z okółka wewnętrznego tworzący warżkę (labellum) o rozmaitym kształcie i ubarwieniu, pełniącą funkcję powabni i lądowiska dla zapylaczy, w kwiatach pułapkowych też pułapki. U nasady warżki znajdować się mogą miodniki wydzielające nektar, często gromadzący się w wyrostku warżki tworzącym ostrogę. Większość storczyków ma kwiaty skręcone o 180° i w takiej pozycji warżka skierowana jest w dół. U tych o kwiatach nieskręconych (np. u storzana Epipogium) lub skręconych o 360° – warżka skierowana jest ku górze. Odmienną budowę od płatków z okółka ma często (u obuwikowych wyróżniających się tzw. kwiatami diandrycznymi – dwupręcikowymi) także jeden z listków okółka zewnętrznego – w kwiatach skręconych znajdujący się ponad warżką. Często jest on bardziej okazały od sąsiednich, pochylony nad warżką, odmiennie zbudowany. U storczyków tych boczne listki okółka zewnętrznego są zrośnięte. W kwiatach pozostałych podrodzin, tzw. jednopręcikowych (monoandrycznych), listki okółka zewnętrznego zwykle nie są zróżnicowane, są wolne, czasem jeden z nich zmodyfikowany jest w formie ostrogi lub worka.
Zalążnia położona jest dolnie, tj. poniżej okwiatu (widoczna jest zwykle jako zgrubienie nad szypułką kwiatową). Powstaje z trzech owocolistków, ale najczęściej jest jednokomorowa w wyniku redukcji ścian. Szyjka słupka zakończona znamieniem jest wolna tylko u bazalnych storczyków z podrodziny Apostasioideae i u nich też wolne są pręciki, choć już zredukowanych do trzech w stosunku do typowej dla jednoliściennych liczby 6 pręcików rozwijających się w dwóch okółkach po trzy. U obuwikowych szyjka słupka zrośnięta jest z dwoma pręcikami, a u pozostałych storczyków z jednym pręcikiem tworząc prętosłup. W tym drugim przypadku często po bokach prętosłupa tworzą się skrzydełka, powstające z dwóch płonnych pręcików (prątniczków). Pyłek powstający w workach pyłkowych sklejony jest w tzw. pyłkowiny (sypki jest tylko u Apostasioideae) i w takiej postaci przenoszony przez zapylaczy. Ułatwia to tzw. rostellum, tworzone przez środkową z trzech łatek znamienia, wydłużony twór o złożonej często budowie, który przy podrażnieniu przykleja pyłkowiny do zapylacza.
OwoceTorebki zawierające nasiona bardzo liczne (zwykle jest ich od kilku tysięcy do setek tysięcy, rzadko do kilku milionów) i bardzo drobne, zwykle osiągające masę ledwie kilku milionowych części grama. Zarodki w nasionach składają się z zaledwie kilkudziesięciu niezróżnicowanych komórek, otoczonych znacznie większą od nich i cienką łupiną, choć u niektórych storczyków (np. u wanilia Vanilla) bywa też, że łupina jest twarda i przylega do zarodka.

## Systematyka
Pozycja rodziny według Angiosperm Phylogeny Website (aktualizowany system APG IV z 2016)
Klad bazalny (najstarsza linia rozwojowa) w rzędzie szparagowców Asparagales w obrębie jednoliściennych.
Pozycja filogenetyczna rodziny w obrębie rzędu szparagowców:
|  | Lanariaceae                                                                            |
|  |                                                                                        |
|  | \| \| asteliowate Asteliaceae \| \| \| \| \| \| przyklękowate Hypoxidaceae \| \| \| \| |
|  |                                                                                        |
|  | asteliowate Asteliaceae                                                                |
|  |                                                                                        |
|  | przyklękowate Hypoxidaceae                                                             |
|  |                                                                                        |

|  | asteliowate Asteliaceae    |
|  |                            |
|  | przyklękowate Hypoxidaceae |
|  |                            |

|  | Lanariaceae                                                                            |
|  |                                                                                        |
|  | \| \| asteliowate Asteliaceae \| \| \| \| \| \| przyklękowate Hypoxidaceae \| \| \| \| |
|  |                                                                                        |
|  | asteliowate Asteliaceae                                                                |
|  |                                                                                        |
|  | przyklękowate Hypoxidaceae                                                             |
|  |                                                                                        |

|  | asteliowate Asteliaceae    |
|  |                            |
|  | przyklękowate Hypoxidaceae |
|  |                            |

|  | Lanariaceae                                                                            |
|  |                                                                                        |
|  | \| \| asteliowate Asteliaceae \| \| \| \| \| \| przyklękowate Hypoxidaceae \| \| \| \| |
|  |                                                                                        |
|  | asteliowate Asteliaceae                                                                |
|  |                                                                                        |
|  | przyklękowate Hypoxidaceae                                                             |
|  |                                                                                        |

|  | asteliowate Asteliaceae    |
|  |                            |
|  | przyklękowate Hypoxidaceae |
|  |                            |

|  | Lanariaceae                                                                            |
|  |                                                                                        |
|  | \| \| asteliowate Asteliaceae \| \| \| \| \| \| przyklękowate Hypoxidaceae \| \| \| \| |
|  |                                                                                        |
|  | asteliowate Asteliaceae                                                                |
|  |                                                                                        |
|  | przyklękowate Hypoxidaceae                                                             |
|  |                                                                                        |

|  | asteliowate Asteliaceae    |
|  |                            |
|  | przyklękowate Hypoxidaceae |
|  |                            |

|  | Ixioliriaceae   |
|  |                 |
|  | Tecophilaeaceae |
|  |                 |

|  | złotogłowowate Asphodelaceae                                                              |
|  |                                                                                           |
|  | \| \| amarylkowate Amaryllidaceae \| \| \| \| \| \| szparagowate Asparagaceae \| \| \| \| |
|  |                                                                                           |
|  | amarylkowate Amaryllidaceae                                                               |
|  |                                                                                           |
|  | szparagowate Asparagaceae                                                                 |
|  |                                                                                           |

|  | amarylkowate Amaryllidaceae |
|  |                             |
|  | szparagowate Asparagaceae   |
|  |                             |

|  | złotogłowowate Asphodelaceae                                                              |
|  |                                                                                           |
|  | \| \| amarylkowate Amaryllidaceae \| \| \| \| \| \| szparagowate Asparagaceae \| \| \| \| |
|  |                                                                                           |
|  | amarylkowate Amaryllidaceae                                                               |
|  |                                                                                           |
|  | szparagowate Asparagaceae                                                                 |
|  |                                                                                           |

|  | amarylkowate Amaryllidaceae |
|  |                             |
|  | szparagowate Asparagaceae   |
|  |                             |

|  | złotogłowowate Asphodelaceae                                                              |
|  |                                                                                           |
|  | \| \| amarylkowate Amaryllidaceae \| \| \| \| \| \| szparagowate Asparagaceae \| \| \| \| |
|  |                                                                                           |
|  | amarylkowate Amaryllidaceae                                                               |
|  |                                                                                           |
|  | szparagowate Asparagaceae                                                                 |
|  |                                                                                           |

|  | amarylkowate Amaryllidaceae |
|  |                             |
|  | szparagowate Asparagaceae   |
|  |                             |

|  | złotogłowowate Asphodelaceae                                                              |
|  |                                                                                           |
|  | \| \| amarylkowate Amaryllidaceae \| \| \| \| \| \| szparagowate Asparagaceae \| \| \| \| |
|  |                                                                                           |
|  | amarylkowate Amaryllidaceae                                                               |
|  |                                                                                           |
|  | szparagowate Asparagaceae                                                                 |
|  |                                                                                           |

|  | amarylkowate Amaryllidaceae |
|  |                             |
|  | szparagowate Asparagaceae   |
|  |                             |

|  | złotogłowowate Asphodelaceae                                                              |
|  |                                                                                           |
|  | \| \| amarylkowate Amaryllidaceae \| \| \| \| \| \| szparagowate Asparagaceae \| \| \| \| |
|  |                                                                                           |
|  | amarylkowate Amaryllidaceae                                                               |
|  |                                                                                           |
|  | szparagowate Asparagaceae                                                                 |
|  |                                                                                           |

|  | amarylkowate Amaryllidaceae |
|  |                             |
|  | szparagowate Asparagaceae   |
|  |                             |

|  | złotogłowowate Asphodelaceae                                                              |
|  |                                                                                           |
|  | \| \| amarylkowate Amaryllidaceae \| \| \| \| \| \| szparagowate Asparagaceae \| \| \| \| |
|  |                                                                                           |
|  | amarylkowate Amaryllidaceae                                                               |
|  |                                                                                           |
|  | szparagowate Asparagaceae                                                                 |
|  |                                                                                           |

|  | amarylkowate Amaryllidaceae |
|  |                             |
|  | szparagowate Asparagaceae   |
|  |                             |

|  | złotogłowowate Asphodelaceae                                                              |
|  |                                                                                           |
|  | \| \| amarylkowate Amaryllidaceae \| \| \| \| \| \| szparagowate Asparagaceae \| \| \| \| |
|  |                                                                                           |
|  | amarylkowate Amaryllidaceae                                                               |
|  |                                                                                           |
|  | szparagowate Asparagaceae                                                                 |
|  |                                                                                           |

|  | amarylkowate Amaryllidaceae |
|  |                             |
|  | szparagowate Asparagaceae   |
|  |                             |

|  | złotogłowowate Asphodelaceae                                                              |
|  |                                                                                           |
|  | \| \| amarylkowate Amaryllidaceae \| \| \| \| \| \| szparagowate Asparagaceae \| \| \| \| |
|  |                                                                                           |
|  | amarylkowate Amaryllidaceae                                                               |
|  |                                                                                           |
|  | szparagowate Asparagaceae                                                                 |
|  |                                                                                           |

|  | amarylkowate Amaryllidaceae |
|  |                             |
|  | szparagowate Asparagaceae   |
|  |                             |

|  | Ixioliriaceae   |
|  |                 |
|  | Tecophilaeaceae |
|  |                 |

|  | złotogłowowate Asphodelaceae                                                              |
|  |                                                                                           |
|  | \| \| amarylkowate Amaryllidaceae \| \| \| \| \| \| szparagowate Asparagaceae \| \| \| \| |
|  |                                                                                           |
|  | amarylkowate Amaryllidaceae                                                               |
|  |                                                                                           |
|  | szparagowate Asparagaceae                                                                 |
|  |                                                                                           |

|  | amarylkowate Amaryllidaceae |
|  |                             |
|  | szparagowate Asparagaceae   |
|  |                             |

|  | złotogłowowate Asphodelaceae                                                              |
|  |                                                                                           |
|  | \| \| amarylkowate Amaryllidaceae \| \| \| \| \| \| szparagowate Asparagaceae \| \| \| \| |
|  |                                                                                           |
|  | amarylkowate Amaryllidaceae                                                               |
|  |                                                                                           |
|  | szparagowate Asparagaceae                                                                 |
|  |                                                                                           |

|  | amarylkowate Amaryllidaceae |
|  |                             |
|  | szparagowate Asparagaceae   |
|  |                             |

|  | złotogłowowate Asphodelaceae                                                              |
|  |                                                                                           |
|  | \| \| amarylkowate Amaryllidaceae \| \| \| \| \| \| szparagowate Asparagaceae \| \| \| \| |
|  |                                                                                           |
|  | amarylkowate Amaryllidaceae                                                               |
|  |                                                                                           |
|  | szparagowate Asparagaceae                                                                 |
|  |                                                                                           |

|  | amarylkowate Amaryllidaceae |
|  |                             |
|  | szparagowate Asparagaceae   |
|  |                             |

|  | złotogłowowate Asphodelaceae                                                              |
|  |                                                                                           |
|  | \| \| amarylkowate Amaryllidaceae \| \| \| \| \| \| szparagowate Asparagaceae \| \| \| \| |
|  |                                                                                           |
|  | amarylkowate Amaryllidaceae                                                               |
|  |                                                                                           |
|  | szparagowate Asparagaceae                                                                 |
|  |                                                                                           |

|  | amarylkowate Amaryllidaceae |
|  |                             |
|  | szparagowate Asparagaceae   |
|  |                             |

|  | złotogłowowate Asphodelaceae                                                              |
|  |                                                                                           |
|  | \| \| amarylkowate Amaryllidaceae \| \| \| \| \| \| szparagowate Asparagaceae \| \| \| \| |
|  |                                                                                           |
|  | amarylkowate Amaryllidaceae                                                               |
|  |                                                                                           |
|  | szparagowate Asparagaceae                                                                 |
|  |                                                                                           |

|  | amarylkowate Amaryllidaceae |
|  |                             |
|  | szparagowate Asparagaceae   |
|  |                             |

|  | złotogłowowate Asphodelaceae                                                              |
|  |                                                                                           |
|  | \| \| amarylkowate Amaryllidaceae \| \| \| \| \| \| szparagowate Asparagaceae \| \| \| \| |
|  |                                                                                           |
|  | amarylkowate Amaryllidaceae                                                               |
|  |                                                                                           |
|  | szparagowate Asparagaceae                                                                 |
|  |                                                                                           |

|  | amarylkowate Amaryllidaceae |
|  |                             |
|  | szparagowate Asparagaceae   |
|  |                             |

|  | złotogłowowate Asphodelaceae                                                              |
|  |                                                                                           |
|  | \| \| amarylkowate Amaryllidaceae \| \| \| \| \| \| szparagowate Asparagaceae \| \| \| \| |
|  |                                                                                           |
|  | amarylkowate Amaryllidaceae                                                               |
|  |                                                                                           |
|  | szparagowate Asparagaceae                                                                 |
|  |                                                                                           |

|  | amarylkowate Amaryllidaceae |
|  |                             |
|  | szparagowate Asparagaceae   |
|  |                             |

|  | złotogłowowate Asphodelaceae                                                              |
|  |                                                                                           |
|  | \| \| amarylkowate Amaryllidaceae \| \| \| \| \| \| szparagowate Asparagaceae \| \| \| \| |
|  |                                                                                           |
|  | amarylkowate Amaryllidaceae                                                               |
|  |                                                                                           |
|  | szparagowate Asparagaceae                                                                 |
|  |                                                                                           |

|  | amarylkowate Amaryllidaceae |
|  |                             |
|  | szparagowate Asparagaceae   |
|  |                             |

|  | Lanariaceae                                                                            |
|  |                                                                                        |
|  | \| \| asteliowate Asteliaceae \| \| \| \| \| \| przyklękowate Hypoxidaceae \| \| \| \| |
|  |                                                                                        |
|  | asteliowate Asteliaceae                                                                |
|  |                                                                                        |
|  | przyklękowate Hypoxidaceae                                                             |
|  |                                                                                        |

|  | asteliowate Asteliaceae    |
|  |                            |
|  | przyklękowate Hypoxidaceae |
|  |                            |

|  | Lanariaceae                                                                            |
|  |                                                                                        |
|  | \| \| asteliowate Asteliaceae \| \| \| \| \| \| przyklękowate Hypoxidaceae \| \| \| \| |
|  |                                                                                        |
|  | asteliowate Asteliaceae                                                                |
|  |                                                                                        |
|  | przyklękowate Hypoxidaceae                                                             |
|  |                                                                                        |

|  | asteliowate Asteliaceae    |
|  |                            |
|  | przyklękowate Hypoxidaceae |
|  |                            |

|  | Lanariaceae                                                                            |
|  |                                                                                        |
|  | \| \| asteliowate Asteliaceae \| \| \| \| \| \| przyklękowate Hypoxidaceae \| \| \| \| |
|  |                                                                                        |
|  | asteliowate Asteliaceae                                                                |
|  |                                                                                        |
|  | przyklękowate Hypoxidaceae                                                             |
|  |                                                                                        |

|  | asteliowate Asteliaceae    |
|  |                            |
|  | przyklękowate Hypoxidaceae |
|  |                            |

|  | Lanariaceae                                                                            |
|  |                                                                                        |
|  | \| \| asteliowate Asteliaceae \| \| \| \| \| \| przyklękowate Hypoxidaceae \| \| \| \| |
|  |                                                                                        |
|  | asteliowate Asteliaceae                                                                |
|  |                                                                                        |
|  | przyklękowate Hypoxidaceae                                                             |
|  |                                                                                        |

|  | asteliowate Asteliaceae    |
|  |                            |
|  | przyklękowate Hypoxidaceae |
|  |                            |

|  | Ixioliriaceae   |
|  |                 |
|  | Tecophilaeaceae |
|  |                 |

|  | złotogłowowate Asphodelaceae                                                              |
|  |                                                                                           |
|  | \| \| amarylkowate Amaryllidaceae \| \| \| \| \| \| szparagowate Asparagaceae \| \| \| \| |
|  |                                                                                           |
|  | amarylkowate Amaryllidaceae                                                               |
|  |                                                                                           |
|  | szparagowate Asparagaceae                                                                 |
|  |                                                                                           |

|  | amarylkowate Amaryllidaceae |
|  |                             |
|  | szparagowate Asparagaceae   |
|  |                             |

|  | złotogłowowate Asphodelaceae                                                              |
|  |                                                                                           |
|  | \| \| amarylkowate Amaryllidaceae \| \| \| \| \| \| szparagowate Asparagaceae \| \| \| \| |
|  |                                                                                           |
|  | amarylkowate Amaryllidaceae                                                               |
|  |                                                                                           |
|  | szparagowate Asparagaceae                                                                 |
|  |                                                                                           |

|  | amarylkowate Amaryllidaceae |
|  |                             |
|  | szparagowate Asparagaceae   |
|  |                             |

|  | złotogłowowate Asphodelaceae                                                              |
|  |                                                                                           |
|  | \| \| amarylkowate Amaryllidaceae \| \| \| \| \| \| szparagowate Asparagaceae \| \| \| \| |
|  |                                                                                           |
|  | amarylkowate Amaryllidaceae                                                               |
|  |                                                                                           |
|  | szparagowate Asparagaceae                                                                 |
|  |                                                                                           |

|  | amarylkowate Amaryllidaceae |
|  |                             |
|  | szparagowate Asparagaceae   |
|  |                             |

|  | złotogłowowate Asphodelaceae                                                              |
|  |                                                                                           |
|  | \| \| amarylkowate Amaryllidaceae \| \| \| \| \| \| szparagowate Asparagaceae \| \| \| \| |
|  |                                                                                           |
|  | amarylkowate Amaryllidaceae                                                               |
|  |                                                                                           |
|  | szparagowate Asparagaceae                                                                 |
|  |                                                                                           |

|  | amarylkowate Amaryllidaceae |
|  |                             |
|  | szparagowate Asparagaceae   |
|  |                             |

|  | złotogłowowate Asphodelaceae                                                              |
|  |                                                                                           |
|  | \| \| amarylkowate Amaryllidaceae \| \| \| \| \| \| szparagowate Asparagaceae \| \| \| \| |
|  |                                                                                           |
|  | amarylkowate Amaryllidaceae                                                               |
|  |                                                                                           |
|  | szparagowate Asparagaceae                                                                 |
|  |                                                                                           |

|  | amarylkowate Amaryllidaceae |
|  |                             |
|  | szparagowate Asparagaceae   |
|  |                             |

|  | złotogłowowate Asphodelaceae                                                              |
|  |                                                                                           |
|  | \| \| amarylkowate Amaryllidaceae \| \| \| \| \| \| szparagowate Asparagaceae \| \| \| \| |
|  |                                                                                           |
|  | amarylkowate Amaryllidaceae                                                               |
|  |                                                                                           |
|  | szparagowate Asparagaceae                                                                 |
|  |                                                                                           |

|  | amarylkowate Amaryllidaceae |
|  |                             |
|  | szparagowate Asparagaceae   |
|  |                             |

|  | złotogłowowate Asphodelaceae                                                              |
|  |                                                                                           |
|  | \| \| amarylkowate Amaryllidaceae \| \| \| \| \| \| szparagowate Asparagaceae \| \| \| \| |
|  |                                                                                           |
|  | amarylkowate Amaryllidaceae                                                               |
|  |                                                                                           |
|  | szparagowate Asparagaceae                                                                 |
|  |                                                                                           |

|  | amarylkowate Amaryllidaceae |
|  |                             |
|  | szparagowate Asparagaceae   |
|  |                             |

|  | złotogłowowate Asphodelaceae                                                              |
|  |                                                                                           |
|  | \| \| amarylkowate Amaryllidaceae \| \| \| \| \| \| szparagowate Asparagaceae \| \| \| \| |
|  |                                                                                           |
|  | amarylkowate Amaryllidaceae                                                               |
|  |                                                                                           |
|  | szparagowate Asparagaceae                                                                 |
|  |                                                                                           |

|  | amarylkowate Amaryllidaceae |
|  |                             |
|  | szparagowate Asparagaceae   |
|  |                             |

|  | Ixioliriaceae   |
|  |                 |
|  | Tecophilaeaceae |
|  |                 |

|  | złotogłowowate Asphodelaceae                                                              |
|  |                                                                                           |
|  | \| \| amarylkowate Amaryllidaceae \| \| \| \| \| \| szparagowate Asparagaceae \| \| \| \| |
|  |                                                                                           |
|  | amarylkowate Amaryllidaceae                                                               |
|  |                                                                                           |
|  | szparagowate Asparagaceae                                                                 |
|  |                                                                                           |

|  | amarylkowate Amaryllidaceae |
|  |                             |
|  | szparagowate Asparagaceae   |
|  |                             |

|  | złotogłowowate Asphodelaceae                                                              |
|  |                                                                                           |
|  | \| \| amarylkowate Amaryllidaceae \| \| \| \| \| \| szparagowate Asparagaceae \| \| \| \| |
|  |                                                                                           |
|  | amarylkowate Amaryllidaceae                                                               |
|  |                                                                                           |
|  | szparagowate Asparagaceae                                                                 |
|  |                                                                                           |

|  | amarylkowate Amaryllidaceae |
|  |                             |
|  | szparagowate Asparagaceae   |
|  |                             |

|  | złotogłowowate Asphodelaceae                                                              |
|  |                                                                                           |
|  | \| \| amarylkowate Amaryllidaceae \| \| \| \| \| \| szparagowate Asparagaceae \| \| \| \| |
|  |                                                                                           |
|  | amarylkowate Amaryllidaceae                                                               |
|  |                                                                                           |
|  | szparagowate Asparagaceae                                                                 |
|  |                                                                                           |

|  | amarylkowate Amaryllidaceae |
|  |                             |
|  | szparagowate Asparagaceae   |
|  |                             |

|  | złotogłowowate Asphodelaceae                                                              |
|  |                                                                                           |
|  | \| \| amarylkowate Amaryllidaceae \| \| \| \| \| \| szparagowate Asparagaceae \| \| \| \| |
|  |                                                                                           |
|  | amarylkowate Amaryllidaceae                                                               |
|  |                                                                                           |
|  | szparagowate Asparagaceae                                                                 |
|  |                                                                                           |

|  | amarylkowate Amaryllidaceae |
|  |                             |
|  | szparagowate Asparagaceae   |
|  |                             |

|  | złotogłowowate Asphodelaceae                                                              |
|  |                                                                                           |
|  | \| \| amarylkowate Amaryllidaceae \| \| \| \| \| \| szparagowate Asparagaceae \| \| \| \| |
|  |                                                                                           |
|  | amarylkowate Amaryllidaceae                                                               |
|  |                                                                                           |
|  | szparagowate Asparagaceae                                                                 |
|  |                                                                                           |

|  | amarylkowate Amaryllidaceae |
|  |                             |
|  | szparagowate Asparagaceae   |
|  |                             |

|  | złotogłowowate Asphodelaceae                                                              |
|  |                                                                                           |
|  | \| \| amarylkowate Amaryllidaceae \| \| \| \| \| \| szparagowate Asparagaceae \| \| \| \| |
|  |                                                                                           |
|  | amarylkowate Amaryllidaceae                                                               |
|  |                                                                                           |
|  | szparagowate Asparagaceae                                                                 |
|  |                                                                                           |

|  | amarylkowate Amaryllidaceae |
|  |                             |
|  | szparagowate Asparagaceae   |
|  |                             |

|  | złotogłowowate Asphodelaceae                                                              |
|  |                                                                                           |
|  | \| \| amarylkowate Amaryllidaceae \| \| \| \| \| \| szparagowate Asparagaceae \| \| \| \| |
|  |                                                                                           |
|  | amarylkowate Amaryllidaceae                                                               |
|  |                                                                                           |
|  | szparagowate Asparagaceae                                                                 |
|  |                                                                                           |

|  | amarylkowate Amaryllidaceae |
|  |                             |
|  | szparagowate Asparagaceae   |
|  |                             |

|  | złotogłowowate Asphodelaceae                                                              |
|  |                                                                                           |
|  | \| \| amarylkowate Amaryllidaceae \| \| \| \| \| \| szparagowate Asparagaceae \| \| \| \| |
|  |                                                                                           |
|  | amarylkowate Amaryllidaceae                                                               |
|  |                                                                                           |
|  | szparagowate Asparagaceae                                                                 |
|  |                                                                                           |

|  | amarylkowate Amaryllidaceae |
|  |                             |
|  | szparagowate Asparagaceae   |
|  |                             |

|  | Lanariaceae                                                                            |
|  |                                                                                        |
|  | \| \| asteliowate Asteliaceae \| \| \| \| \| \| przyklękowate Hypoxidaceae \| \| \| \| |
|  |                                                                                        |
|  | asteliowate Asteliaceae                                                                |
|  |                                                                                        |
|  | przyklękowate Hypoxidaceae                                                             |
|  |                                                                                        |

|  | asteliowate Asteliaceae    |
|  |                            |
|  | przyklękowate Hypoxidaceae |
|  |                            |

|  | Lanariaceae                                                                            |
|  |                                                                                        |
|  | \| \| asteliowate Asteliaceae \| \| \| \| \| \| przyklękowate Hypoxidaceae \| \| \| \| |
|  |                                                                                        |
|  | asteliowate Asteliaceae                                                                |
|  |                                                                                        |
|  | przyklękowate Hypoxidaceae                                                             |
|  |                                                                                        |

|  | asteliowate Asteliaceae    |
|  |                            |
|  | przyklękowate Hypoxidaceae |
|  |                            |

|  | Lanariaceae                                                                            |
|  |                                                                                        |
|  | \| \| asteliowate Asteliaceae \| \| \| \| \| \| przyklękowate Hypoxidaceae \| \| \| \| |
|  |                                                                                        |
|  | asteliowate Asteliaceae                                                                |
|  |                                                                                        |
|  | przyklękowate Hypoxidaceae                                                             |
|  |                                                                                        |

|  | asteliowate Asteliaceae    |
|  |                            |
|  | przyklękowate Hypoxidaceae |
|  |                            |

|  | Lanariaceae                                                                            |
|  |                                                                                        |
|  | \| \| asteliowate Asteliaceae \| \| \| \| \| \| przyklękowate Hypoxidaceae \| \| \| \| |
|  |                                                                                        |
|  | asteliowate Asteliaceae                                                                |
|  |                                                                                        |
|  | przyklękowate Hypoxidaceae                                                             |
|  |                                                                                        |

|  | asteliowate Asteliaceae    |
|  |                            |
|  | przyklękowate Hypoxidaceae |
|  |                            |

|  | Ixioliriaceae   |
|  |                 |
|  | Tecophilaeaceae |
|  |                 |

|  | złotogłowowate Asphodelaceae                                                              |
|  |                                                                                           |
|  | \| \| amarylkowate Amaryllidaceae \| \| \| \| \| \| szparagowate Asparagaceae \| \| \| \| |
|  |                                                                                           |
|  | amarylkowate Amaryllidaceae                                                               |
|  |                                                                                           |
|  | szparagowate Asparagaceae                                                                 |
|  |                                                                                           |

|  | amarylkowate Amaryllidaceae |
|  |                             |
|  | szparagowate Asparagaceae   |
|  |                             |

|  | złotogłowowate Asphodelaceae                                                              |
|  |                                                                                           |
|  | \| \| amarylkowate Amaryllidaceae \| \| \| \| \| \| szparagowate Asparagaceae \| \| \| \| |
|  |                                                                                           |
|  | amarylkowate Amaryllidaceae                                                               |
|  |                                                                                           |
|  | szparagowate Asparagaceae                                                                 |
|  |                                                                                           |

|  | amarylkowate Amaryllidaceae |
|  |                             |
|  | szparagowate Asparagaceae   |
|  |                             |

|  | złotogłowowate Asphodelaceae                                                              |
|  |                                                                                           |
|  | \| \| amarylkowate Amaryllidaceae \| \| \| \| \| \| szparagowate Asparagaceae \| \| \| \| |
|  |                                                                                           |
|  | amarylkowate Amaryllidaceae                                                               |
|  |                                                                                           |
|  | szparagowate Asparagaceae                                                                 |
|  |                                                                                           |

|  | amarylkowate Amaryllidaceae |
|  |                             |
|  | szparagowate Asparagaceae   |
|  |                             |

|  | złotogłowowate Asphodelaceae                                                              |
|  |                                                                                           |
|  | \| \| amarylkowate Amaryllidaceae \| \| \| \| \| \| szparagowate Asparagaceae \| \| \| \| |
|  |                                                                                           |
|  | amarylkowate Amaryllidaceae                                                               |
|  |                                                                                           |
|  | szparagowate Asparagaceae                                                                 |
|  |                                                                                           |

|  | amarylkowate Amaryllidaceae |
|  |                             |
|  | szparagowate Asparagaceae   |
|  |                             |

|  | złotogłowowate Asphodelaceae                                                              |
|  |                                                                                           |
|  | \| \| amarylkowate Amaryllidaceae \| \| \| \| \| \| szparagowate Asparagaceae \| \| \| \| |
|  |                                                                                           |
|  | amarylkowate Amaryllidaceae                                                               |
|  |                                                                                           |
|  | szparagowate Asparagaceae                                                                 |
|  |                                                                                           |

|  | amarylkowate Amaryllidaceae |
|  |                             |
|  | szparagowate Asparagaceae   |
|  |                             |

|  | złotogłowowate Asphodelaceae                                                              |
|  |                                                                                           |
|  | \| \| amarylkowate Amaryllidaceae \| \| \| \| \| \| szparagowate Asparagaceae \| \| \| \| |
|  |                                                                                           |
|  | amarylkowate Amaryllidaceae                                                               |
|  |                                                                                           |
|  | szparagowate Asparagaceae                                                                 |
|  |                                                                                           |

|  | amarylkowate Amaryllidaceae |
|  |                             |
|  | szparagowate Asparagaceae   |
|  |                             |

|  | złotogłowowate Asphodelaceae                                                              |
|  |                                                                                           |
|  | \| \| amarylkowate Amaryllidaceae \| \| \| \| \| \| szparagowate Asparagaceae \| \| \| \| |
|  |                                                                                           |
|  | amarylkowate Amaryllidaceae                                                               |
|  |                                                                                           |
|  | szparagowate Asparagaceae                                                                 |
|  |                                                                                           |

|  | amarylkowate Amaryllidaceae |
|  |                             |
|  | szparagowate Asparagaceae   |
|  |                             |

|  | złotogłowowate Asphodelaceae                                                              |
|  |                                                                                           |
|  | \| \| amarylkowate Amaryllidaceae \| \| \| \| \| \| szparagowate Asparagaceae \| \| \| \| |
|  |                                                                                           |
|  | amarylkowate Amaryllidaceae                                                               |
|  |                                                                                           |
|  | szparagowate Asparagaceae                                                                 |
|  |                                                                                           |

|  | amarylkowate Amaryllidaceae |
|  |                             |
|  | szparagowate Asparagaceae   |
|  |                             |

|  | Ixioliriaceae   |
|  |                 |
|  | Tecophilaeaceae |
|  |                 |

|  | złotogłowowate Asphodelaceae                                                              |
|  |                                                                                           |
|  | \| \| amarylkowate Amaryllidaceae \| \| \| \| \| \| szparagowate Asparagaceae \| \| \| \| |
|  |                                                                                           |
|  | amarylkowate Amaryllidaceae                                                               |
|  |                                                                                           |
|  | szparagowate Asparagaceae                                                                 |
|  |                                                                                           |

|  | amarylkowate Amaryllidaceae |
|  |                             |
|  | szparagowate Asparagaceae   |
|  |                             |

|  | złotogłowowate Asphodelaceae                                                              |
|  |                                                                                           |
|  | \| \| amarylkowate Amaryllidaceae \| \| \| \| \| \| szparagowate Asparagaceae \| \| \| \| |
|  |                                                                                           |
|  | amarylkowate Amaryllidaceae                                                               |
|  |                                                                                           |
|  | szparagowate Asparagaceae                                                                 |
|  |                                                                                           |

|  | amarylkowate Amaryllidaceae |
|  |                             |
|  | szparagowate Asparagaceae   |
|  |                             |

|  | złotogłowowate Asphodelaceae                                                              |
|  |                                                                                           |
|  | \| \| amarylkowate Amaryllidaceae \| \| \| \| \| \| szparagowate Asparagaceae \| \| \| \| |
|  |                                                                                           |
|  | amarylkowate Amaryllidaceae                                                               |
|  |                                                                                           |
|  | szparagowate Asparagaceae                                                                 |
|  |                                                                                           |

|  | amarylkowate Amaryllidaceae |
|  |                             |
|  | szparagowate Asparagaceae   |
|  |                             |

|  | złotogłowowate Asphodelaceae                                                              |
|  |                                                                                           |
|  | \| \| amarylkowate Amaryllidaceae \| \| \| \| \| \| szparagowate Asparagaceae \| \| \| \| |
|  |                                                                                           |
|  | amarylkowate Amaryllidaceae                                                               |
|  |                                                                                           |
|  | szparagowate Asparagaceae                                                                 |
|  |                                                                                           |

|  | amarylkowate Amaryllidaceae |
|  |                             |
|  | szparagowate Asparagaceae   |
|  |                             |

|  | złotogłowowate Asphodelaceae                                                              |
|  |                                                                                           |
|  | \| \| amarylkowate Amaryllidaceae \| \| \| \| \| \| szparagowate Asparagaceae \| \| \| \| |
|  |                                                                                           |
|  | amarylkowate Amaryllidaceae                                                               |
|  |                                                                                           |
|  | szparagowate Asparagaceae                                                                 |
|  |                                                                                           |

|  | amarylkowate Amaryllidaceae |
|  |                             |
|  | szparagowate Asparagaceae   |
|  |                             |

|  | złotogłowowate Asphodelaceae                                                              |
|  |                                                                                           |
|  | \| \| amarylkowate Amaryllidaceae \| \| \| \| \| \| szparagowate Asparagaceae \| \| \| \| |
|  |                                                                                           |
|  | amarylkowate Amaryllidaceae                                                               |
|  |                                                                                           |
|  | szparagowate Asparagaceae                                                                 |
|  |                                                                                           |

|  | amarylkowate Amaryllidaceae |
|  |                             |
|  | szparagowate Asparagaceae   |
|  |                             |

|  | złotogłowowate Asphodelaceae                                                              |
|  |                                                                                           |
|  | \| \| amarylkowate Amaryllidaceae \| \| \| \| \| \| szparagowate Asparagaceae \| \| \| \| |
|  |                                                                                           |
|  | amarylkowate Amaryllidaceae                                                               |
|  |                                                                                           |
|  | szparagowate Asparagaceae                                                                 |
|  |                                                                                           |

|  | amarylkowate Amaryllidaceae |
|  |                             |
|  | szparagowate Asparagaceae   |
|  |                             |

|  | złotogłowowate Asphodelaceae                                                              |
|  |                                                                                           |
|  | \| \| amarylkowate Amaryllidaceae \| \| \| \| \| \| szparagowate Asparagaceae \| \| \| \| |
|  |                                                                                           |
|  | amarylkowate Amaryllidaceae                                                               |
|  |                                                                                           |
|  | szparagowate Asparagaceae                                                                 |
|  |                                                                                           |

|  | amarylkowate Amaryllidaceae |
|  |                             |
|  | szparagowate Asparagaceae   |
|  |                             |

|  | Lanariaceae                                                                            |
|  |                                                                                        |
|  | \| \| asteliowate Asteliaceae \| \| \| \| \| \| przyklękowate Hypoxidaceae \| \| \| \| |
|  |                                                                                        |
|  | asteliowate Asteliaceae                                                                |
|  |                                                                                        |
|  | przyklękowate Hypoxidaceae                                                             |
|  |                                                                                        |

|  | asteliowate Asteliaceae    |
|  |                            |
|  | przyklękowate Hypoxidaceae |
|  |                            |

|  | Lanariaceae                                                                            |
|  |                                                                                        |
|  | \| \| asteliowate Asteliaceae \| \| \| \| \| \| przyklękowate Hypoxidaceae \| \| \| \| |
|  |                                                                                        |
|  | asteliowate Asteliaceae                                                                |
|  |                                                                                        |
|  | przyklękowate Hypoxidaceae                                                             |
|  |                                                                                        |

|  | asteliowate Asteliaceae    |
|  |                            |
|  | przyklękowate Hypoxidaceae |
|  |                            |

|  | Lanariaceae                                                                            |
|  |                                                                                        |
|  | \| \| asteliowate Asteliaceae \| \| \| \| \| \| przyklękowate Hypoxidaceae \| \| \| \| |
|  |                                                                                        |
|  | asteliowate Asteliaceae                                                                |
|  |                                                                                        |
|  | przyklękowate Hypoxidaceae                                                             |
|  |                                                                                        |

|  | asteliowate Asteliaceae    |
|  |                            |
|  | przyklękowate Hypoxidaceae |
|  |                            |

|  | Lanariaceae                                                                            |
|  |                                                                                        |
|  | \| \| asteliowate Asteliaceae \| \| \| \| \| \| przyklękowate Hypoxidaceae \| \| \| \| |
|  |                                                                                        |
|  | asteliowate Asteliaceae                                                                |
|  |                                                                                        |
|  | przyklękowate Hypoxidaceae                                                             |
|  |                                                                                        |

|  | asteliowate Asteliaceae    |
|  |                            |
|  | przyklękowate Hypoxidaceae |
|  |                            |

|  | Ixioliriaceae   |
|  |                 |
|  | Tecophilaeaceae |
|  |                 |

|  | złotogłowowate Asphodelaceae                                                              |
|  |                                                                                           |
|  | \| \| amarylkowate Amaryllidaceae \| \| \| \| \| \| szparagowate Asparagaceae \| \| \| \| |
|  |                                                                                           |
|  | amarylkowate Amaryllidaceae                                                               |
|  |                                                                                           |
|  | szparagowate Asparagaceae                                                                 |
|  |                                                                                           |

|  | amarylkowate Amaryllidaceae |
|  |                             |
|  | szparagowate Asparagaceae   |
|  |                             |

|  | złotogłowowate Asphodelaceae                                                              |
|  |                                                                                           |
|  | \| \| amarylkowate Amaryllidaceae \| \| \| \| \| \| szparagowate Asparagaceae \| \| \| \| |
|  |                                                                                           |
|  | amarylkowate Amaryllidaceae                                                               |
|  |                                                                                           |
|  | szparagowate Asparagaceae                                                                 |
|  |                                                                                           |

|  | amarylkowate Amaryllidaceae |
|  |                             |
|  | szparagowate Asparagaceae   |
|  |                             |

|  | złotogłowowate Asphodelaceae                                                              |
|  |                                                                                           |
|  | \| \| amarylkowate Amaryllidaceae \| \| \| \| \| \| szparagowate Asparagaceae \| \| \| \| |
|  |                                                                                           |
|  | amarylkowate Amaryllidaceae                                                               |
|  |                                                                                           |
|  | szparagowate Asparagaceae                                                                 |
|  |                                                                                           |

|  | amarylkowate Amaryllidaceae |
|  |                             |
|  | szparagowate Asparagaceae   |
|  |                             |

|  | złotogłowowate Asphodelaceae                                                              |
|  |                                                                                           |
|  | \| \| amarylkowate Amaryllidaceae \| \| \| \| \| \| szparagowate Asparagaceae \| \| \| \| |
|  |                                                                                           |
|  | amarylkowate Amaryllidaceae                                                               |
|  |                                                                                           |
|  | szparagowate Asparagaceae                                                                 |
|  |                                                                                           |

|  | amarylkowate Amaryllidaceae |
|  |                             |
|  | szparagowate Asparagaceae   |
|  |                             |

|  | złotogłowowate Asphodelaceae                                                              |
|  |                                                                                           |
|  | \| \| amarylkowate Amaryllidaceae \| \| \| \| \| \| szparagowate Asparagaceae \| \| \| \| |
|  |                                                                                           |
|  | amarylkowate Amaryllidaceae                                                               |
|  |                                                                                           |
|  | szparagowate Asparagaceae                                                                 |
|  |                                                                                           |

|  | amarylkowate Amaryllidaceae |
|  |                             |
|  | szparagowate Asparagaceae   |
|  |                             |

|  | złotogłowowate Asphodelaceae                                                              |
|  |                                                                                           |
|  | \| \| amarylkowate Amaryllidaceae \| \| \| \| \| \| szparagowate Asparagaceae \| \| \| \| |
|  |                                                                                           |
|  | amarylkowate Amaryllidaceae                                                               |
|  |                                                                                           |
|  | szparagowate Asparagaceae                                                                 |
|  |                                                                                           |

|  | amarylkowate Amaryllidaceae |
|  |                             |
|  | szparagowate Asparagaceae   |
|  |                             |

|  | złotogłowowate Asphodelaceae                                                              |
|  |                                                                                           |
|  | \| \| amarylkowate Amaryllidaceae \| \| \| \| \| \| szparagowate Asparagaceae \| \| \| \| |
|  |                                                                                           |
|  | amarylkowate Amaryllidaceae                                                               |
|  |                                                                                           |
|  | szparagowate Asparagaceae                                                                 |
|  |                                                                                           |

|  | amarylkowate Amaryllidaceae |
|  |                             |
|  | szparagowate Asparagaceae   |
|  |                             |

|  | złotogłowowate Asphodelaceae                                                              |
|  |                                                                                           |
|  | \| \| amarylkowate Amaryllidaceae \| \| \| \| \| \| szparagowate Asparagaceae \| \| \| \| |
|  |                                                                                           |
|  | amarylkowate Amaryllidaceae                                                               |
|  |                                                                                           |
|  | szparagowate Asparagaceae                                                                 |
|  |                                                                                           |

|  | amarylkowate Amaryllidaceae |
|  |                             |
|  | szparagowate Asparagaceae   |
|  |                             |

|  | Ixioliriaceae   |
|  |                 |
|  | Tecophilaeaceae |
|  |                 |

|  | złotogłowowate Asphodelaceae                                                              |
|  |                                                                                           |
|  | \| \| amarylkowate Amaryllidaceae \| \| \| \| \| \| szparagowate Asparagaceae \| \| \| \| |
|  |                                                                                           |
|  | amarylkowate Amaryllidaceae                                                               |
|  |                                                                                           |
|  | szparagowate Asparagaceae                                                                 |
|  |                                                                                           |

|  | amarylkowate Amaryllidaceae |
|  |                             |
|  | szparagowate Asparagaceae   |
|  |                             |

|  | złotogłowowate Asphodelaceae                                                              |
|  |                                                                                           |
|  | \| \| amarylkowate Amaryllidaceae \| \| \| \| \| \| szparagowate Asparagaceae \| \| \| \| |
|  |                                                                                           |
|  | amarylkowate Amaryllidaceae                                                               |
|  |                                                                                           |
|  | szparagowate Asparagaceae                                                                 |
|  |                                                                                           |

|  | amarylkowate Amaryllidaceae |
|  |                             |
|  | szparagowate Asparagaceae   |
|  |                             |

|  | złotogłowowate Asphodelaceae                                                              |
|  |                                                                                           |
|  | \| \| amarylkowate Amaryllidaceae \| \| \| \| \| \| szparagowate Asparagaceae \| \| \| \| |
|  |                                                                                           |
|  | amarylkowate Amaryllidaceae                                                               |
|  |                                                                                           |
|  | szparagowate Asparagaceae                                                                 |
|  |                                                                                           |

|  | amarylkowate Amaryllidaceae |
|  |                             |
|  | szparagowate Asparagaceae   |
|  |                             |

|  | złotogłowowate Asphodelaceae                                                              |
|  |                                                                                           |
|  | \| \| amarylkowate Amaryllidaceae \| \| \| \| \| \| szparagowate Asparagaceae \| \| \| \| |
|  |                                                                                           |
|  | amarylkowate Amaryllidaceae                                                               |
|  |                                                                                           |
|  | szparagowate Asparagaceae                                                                 |
|  |                                                                                           |

|  | amarylkowate Amaryllidaceae |
|  |                             |
|  | szparagowate Asparagaceae   |
|  |                             |

|  | złotogłowowate Asphodelaceae                                                              |
|  |                                                                                           |
|  | \| \| amarylkowate Amaryllidaceae \| \| \| \| \| \| szparagowate Asparagaceae \| \| \| \| |
|  |                                                                                           |
|  | amarylkowate Amaryllidaceae                                                               |
|  |                                                                                           |
|  | szparagowate Asparagaceae                                                                 |
|  |                                                                                           |

|  | amarylkowate Amaryllidaceae |
|  |                             |
|  | szparagowate Asparagaceae   |
|  |                             |

|  | złotogłowowate Asphodelaceae                                                              |
|  |                                                                                           |
|  | \| \| amarylkowate Amaryllidaceae \| \| \| \| \| \| szparagowate Asparagaceae \| \| \| \| |
|  |                                                                                           |
|  | amarylkowate Amaryllidaceae                                                               |
|  |                                                                                           |
|  | szparagowate Asparagaceae                                                                 |
|  |                                                                                           |

|  | amarylkowate Amaryllidaceae |
|  |                             |
|  | szparagowate Asparagaceae   |
|  |                             |

|  | złotogłowowate Asphodelaceae                                                              |
|  |                                                                                           |
|  | \| \| amarylkowate Amaryllidaceae \| \| \| \| \| \| szparagowate Asparagaceae \| \| \| \| |
|  |                                                                                           |
|  | amarylkowate Amaryllidaceae                                                               |
|  |                                                                                           |
|  | szparagowate Asparagaceae                                                                 |
|  |                                                                                           |

|  | amarylkowate Amaryllidaceae |
|  |                             |
|  | szparagowate Asparagaceae   |
|  |                             |

|  | złotogłowowate Asphodelaceae                                                              |
|  |                                                                                           |
|  | \| \| amarylkowate Amaryllidaceae \| \| \| \| \| \| szparagowate Asparagaceae \| \| \| \| |
|  |                                                                                           |
|  | amarylkowate Amaryllidaceae                                                               |
|  |                                                                                           |
|  | szparagowate Asparagaceae                                                                 |
|  |                                                                                           |

|  | amarylkowate Amaryllidaceae |
|  |                             |
|  | szparagowate Asparagaceae   |
|  |                             |

Pozycja rodziny w systemie Reveala (1999)
Gromada okrytonasienne (Magnoliophyta Cronquist), podgromada Magnoliophytina Frohne & U. Jensen ex Reveal, klasa jednoliścienne (Liliopsida Brongn.), podklasa liliowe (Liliidae J.H. Schaffn.), nadrząd Lilianae Takht., rząd storczykowce (Orchidales Raf), podrząd Orchidineae Rchb., rodzina storczykowate (Orchidaceae Juss.).
Pozycja rodziny w systemie Cronquista (1981)
Gromada okrytonasienne (Magnoliophyta Cronquist), klasa jednoliścienne (Liliopsida Scop. 1760), podklasa Liliidae, rząd storczykowce.
Podział rodziny według Angiosperm Phylogeny Website
|  | obuwikowe Cypripedioideae                                                                 |
|  |                                                                                           |
|  | \| \| epidendronowe Epidendroideae \| \| \| \| \| \| storczykowe Orchidoideae \| \| \| \| |
|  |                                                                                           |
|  | epidendronowe Epidendroideae                                                              |
|  |                                                                                           |
|  | storczykowe Orchidoideae                                                                  |
|  |                                                                                           |

|  | epidendronowe Epidendroideae |
|  |                              |
|  | storczykowe Orchidoideae     |
|  |                              |

|  | obuwikowe Cypripedioideae                                                                 |
|  |                                                                                           |
|  | \| \| epidendronowe Epidendroideae \| \| \| \| \| \| storczykowe Orchidoideae \| \| \| \| |
|  |                                                                                           |
|  | epidendronowe Epidendroideae                                                              |
|  |                                                                                           |
|  | storczykowe Orchidoideae                                                                  |
|  |                                                                                           |

|  | epidendronowe Epidendroideae |
|  |                              |
|  | storczykowe Orchidoideae     |
|  |                              |

|  | obuwikowe Cypripedioideae                                                                 |
|  |                                                                                           |
|  | \| \| epidendronowe Epidendroideae \| \| \| \| \| \| storczykowe Orchidoideae \| \| \| \| |
|  |                                                                                           |
|  | epidendronowe Epidendroideae                                                              |
|  |                                                                                           |
|  | storczykowe Orchidoideae                                                                  |
|  |                                                                                           |

|  | epidendronowe Epidendroideae |
|  |                              |
|  | storczykowe Orchidoideae     |
|  |                              |

|  | obuwikowe Cypripedioideae                                                                 |
|  |                                                                                           |
|  | \| \| epidendronowe Epidendroideae \| \| \| \| \| \| storczykowe Orchidoideae \| \| \| \| |
|  |                                                                                           |
|  | epidendronowe Epidendroideae                                                              |
|  |                                                                                           |
|  | storczykowe Orchidoideae                                                                  |
|  |                                                                                           |

|  | epidendronowe Epidendroideae |
|  |                              |
|  | storczykowe Orchidoideae     |
|  |                              |

Podrodzina Apostasioideae Horaninov
Należą tu tylko dwa rodzaje – Apostasia i Neuwiedia obejmujące 16–17 gatunków występujących głównie w Azji południowo-wschodniej.
Podrodzina waniliowe Vanilloideae Szlachetko
Obejmuje 180 gatunków skupionych w 15 rodzajach, występujących na wszystkich kontynentach w strefie tropikalnej oraz w strefie umiarkowanej we wschodniej części Ameryki Północnej i Azji. Najbardziej zróżnicowane rodzaje to wanilia (Vanilla) – 100 gatunków oraz Epistephium – 12 gatunków. Najważniejszym gatunkiem użytkowym jest wanilia płaskolistna (V. planifolia), której owoce są używane jako przyprawa (tzw. laski wanilii).
Podrodzina obuwikowe Cypripedioideae Kosteletzky
Należy tu 130 gatunków skupionych w 5 rodzajach występujących w strefie umiarkowanej półkuli północnej oraz w tropikach Azji południowo-wschodniej i Ameryki Południowej. W Europie środkowej jedynym przedstawicielem jest obuwik pospolity (Cypripedium calceolus).
Podrodzina epidendronowe Epidendroideae Kosteletzky
Grupa składająca się z ok. 650 rodzajów liczących ok. 18 tysięcy gatunków występujących na wszystkich kontynentach. Zaliczane tu rośliny są często epifityczne, nierzadko myko-heterotroficzne. Przedstawicielami w polskiej florze są: buławnik (Cephalanthera), kruszczyk (Epipactis), gnieźnik (Neottia), storzan (Epipogium), żłobik (Corallorhiza), lipiennik (Liparis), wyblin (Malaxis), listera (Listera), gołek (Pseudorchis), wątlik (Hammarbya). Do tej podrodziny należy też szereg rodzajów storczyków często uprawianych, takich jak: falenopsis (Phalaenopsis), katleja (Cattleya), dendrobium (Dendrobium), cymbidium (Cymbidium), zygopetalum (Zygopetalum).
Podrodzina storczykowe Orchidoideae Eaton
Grupa składająca się z 208 rodzajów liczących ok. 3755 gatunków, występujących na wszystkich kontynentach z wyjątkiem obszarów okołobiegunowych i pustyń. Zaliczane tu rośliny są sympodialne, bardzo rzadko myko-heterotroficzne, częste są bulwy na korzeniach lub łodydze. Przedstawicielami w polskiej florze są:  tajęża (Goodyera), kręczynka (Spiranthes), koślaczek (Anacamptis), kukułka (Dactylorhiza), gółka (Gymnadenia), miodokwiat (Herminium),  kukuczka (Neottianthe), dwulistnik (Ophrys), storczyk (Orchis), podkolan (Platanthera), storczyca (Traunsteinera), potrostek (Chamorchis), ozorka (Coeloglossum).

## Biologia i ekologia
Większość storczyków jest roślinami wieloletnimi, rosnącymi w strefie międzyzwrotnikowej głównie jako epifity na drzewach, rzadko na innych roślinach – lianach, a w klimacie suchym nawet na kaktusach. W strefie klimatu umiarkowanego storczyki to na ogół geofity, spędzające okres suszy lub chłodów w postaci podziemnych bulw lub kłączy (znany jest też gatunek wyłącznie podziemny). Storczyki rozwijają się w symbiozie – mikoryzie z grzybami. Część z nich pozbawiona jest chlorofili i rozwija się jako myko-heterotrofy (w polskiej florze np. gnieźnik Neottia i żłobik Corallorhiza) (dawniej rośliny te mylnie opisywane były jako saprofity). Nieliczne storczykowate to rośliny jednoroczne i pnącza.
Storczykowate epifityczne, czyli większość przedstawicieli tej rodziny, pozyskują wodę w postaci pary wodnej zawartej w powietrzu za pomocą korzeni zaopatrzonych w tym celu w welamen. Największe zróżnicowanie storczyków jest w równikowych górskich lasach mglistych i innych typach lasów równikowych, ale rosną one w strefie międzyzwrotnikowej w różnorodnych siedliskach, m.in. w namorzynach, na sawannach, w formacjach zaroślowych, stosunkowo rzadko na półpustyniach, a zupełnie ich brak tylko na pustyniach. W strefach umiarkowanych zasiedlają różne zbiorowiska leśne, łąkowe i torfowiska, a najdalej od równika rosną w tajdze i tundrze. Nie ma wśród storczyków roślin wodnych (z wyjątkiem nielicznych reofitów rosnących na skałach obmywanych przez wody jak np. Appendicula rupestris) i w zasadzie też halofitów (do wyjątków należy Bletia purpurea i rodzaj Brassavola rosnące w strefie występowania aerozolu morskiego).
Zwykle są to rośliny przeprowadzające fotosyntezę CAM, w ich komórkach znajdują się rafidy, często zawierają alkaloidy i śluzy. Bardzo różnorodny od strony budowy, funkcji i biochemii organów jest proces wabienia zapylaczy i dokonywania zapylenia. Liczne storczyki wydzielają zapach za pomocą elajoforów, wydzielają nektar, oferują pseudopyłek, ale liczne nie oferują zapylaczom nic poza złudzeniem wabiąc je podobieństwem do kwiatów oferujących nagrodę, naśladując padlinę (np. bulbofylum Bulbophyllum), grzybnię (Corybas), mszyce, wydzielają zapach zgodny z feromonami owadów. Niektóre przetrzymują owady tworząc kwiaty pułapkowe. Ziarna pyłku storczyków sklejone są w pyłkowiny połączone tzw. rostellum (zmodyfikowana środkowa łatka znamienia), które przymocowuje pyłkowiny do ciała zapylacza zapobiegając samozapyleniu. Kwiaty zapylane są przez błonkoskrzydłe (poza pszczołami także przez mrówki), muchówki (w tym komarowate), świerszcze, motyle, chrząszcze, ptaki, nietoperze i prawdopodobnie także żaby.

## Etymologia
Nazwa pochodzi z języka greckiego ὄρχις (órkhis), które oznacza jądra, i nadana została tym roślinom z powodu kształtu ich korzeni (u niektórych przedstawicieli).

## Zastosowanie
Rośliny ozdobne
Storczykowate, zwłaszcza rośliny tropikalne o efektownych kwiatach, uprawiane są jako rośliny ozdobne w pojemnikach, ogrodach i jako kwiaty cięte. Rynek storczyków tylko w samych Stanach Zjednoczonych i tylko w odniesieniu do roślin doniczkowych wart był w 2005 roku 139 milionów dolarów. W tym samym roku w Holandii sprzedano za kwotę 143,7 miliona euro doniczkowe falenopsisy – najpopularniejsze w uprawie od lat 80. XX wieku. Wraz z postępami w hodowli, tworzeniu nowych mieszańców, mikrorozmnażaniu – oferta i wartość rynku storczyków ozdobnych rośnie.
Zastosowanie kulinarne

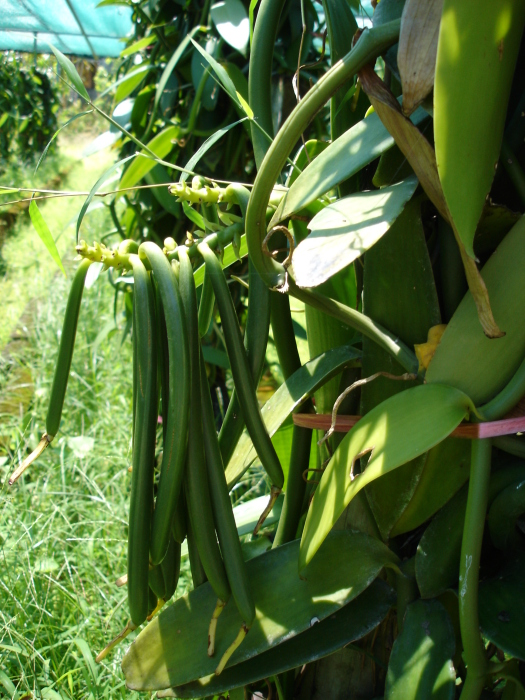
Owoce wanilii płaskolistnej przed wysuszeniem

Szeroko wykorzystywane są do aromatyzowania potraw wysuszone torebki wanilii. Podobnie, choć na mniejszą skalę, wykorzystywane są też rośliny z rodzajów Jumellea i Leptotes. Cenione, zwłaszcza w Turcji, są bulwy storczykowatych z kilku rodzajów (kukułka Dactylorhiza, storczyk Orchis, dwulistnik Ophrys, Eulophia) znane jako salep. Sproszkowane służą do wyrobu napojów, lodów i innych deserów. W centralnej Afryce po utarciu, ugotowaniu i zmieszaniu z orzechami ziemnymi spożywane są bulwy storczyków z rodzajów Disa i Satyrium. W Australii spożywane są bulwy roślin z rodzaju Gastrodia. 
Zastosowanie w medycynie tradycyjnej
Storczyki są stosowane w medycynie tradycyjnej w celu leczenia wielu chorób i dolegliwości. Były one wykorzystywane jako źródło preparatów ziołowych w Chinach od roku 2800 p.n.e. Gastrodia elata jest jednym z trzech storczyków wymienionych w najwcześniejszym znanym chińskim dokumencie poświęconemu medycynie (Shennon bencaojing – ok. 100 n.e.).
Inne zastosowania
Storczyki z rodzaju dendrobium Dendrobium w Australii wykorzystywane są przez aborygenów do ozdabiania (malowania) ciała. Tamże pozyskuje się z roślin z rodzaju Geodorum bardzo wytrzymałą gumę wykorzystywaną do wyrobu instrumentów muzycznych.

## Uprawa
Wymagania
Dla większości gatunków uprawianych w warunkach domowych najlepsza jest ekspozycja na oknie wschodnim lub zachodnim. Taka wystawa daje największe szanse na długotrwałe i obfite kwitnienie. Dla rodzajów Cattleya, Vanda, Dendrobium i Cymbidium odpowiednie są również okna południowe, ale uważać trzeba na ewentualne oparzenia. Okna północne nie są zwykle właściwe, ze względu na zbyt małą ilość światła, zwłaszcza zimą. Nawet jeśli storczyk w takich warunkach będzie rósł, mało prawdopodobne jest, że zakwitnie. Phalaenopsis, Paphiopedium czy Ludisia dobrze rosną w miejscu jasnym, ale nie bezpośrednio oświetlanym przez słońce.
Pielęgnacja
Dla wielu storczyków korzystne jest wyniesienie latem na balkon lub taras. Rośliny umieszcza się na wolnym powietrzu, kiedy jest pewność, że nocne spadki temperatury nie spowodują żadnych szkód. Należy przy tym szczególnie zwrócić uwagę na niebezpieczeństwo poparzenia storczyków. Jesienią trzeba odpowiednio wcześnie zabrać je do domu, dokładnie przy tym oglądając roślinę pod kątem szkodników. Pobyt na świeżym powietrzu wzmacnia storczyki i wpływa na poprawę kwitnienia. Bardzo dobrze działa zwłaszcza na Cymbidium, Zygopetalum, Dendrobium nobile i Cattleya.
Rekomendowane jest stosowanie w uprawie także nawożenia, zwłaszcza w czasie kwitnienia. Popularne są zwłaszcza nawozy w formie pałeczek.
Okresy spoczynku
Ważnym warunkiem kwitnienia wielu gatunków jest zachowanie ich specyficznych okresów spoczynku, w których rośliny te w warunkach naturalnych zredukują swój metabolizm, by przetrwać kolejne okresy suszy lub chłodu, a zatem i w warunkach domowych wymagają np. zaprzestania nawożenia i podlewania. Storczyki tego typu na ogól rosną w sposób sympodialny, tworząc pseudobulwy jako organy spichrzowe do przetrwania niekorzystnych okresów klimatycznych, podczas gdy storczyki niewymagające okresów spoczynkowych, tj. mniej więcej ciągle rosnących, przeważnie należą do roślin monopodialnych.
W zależności od ich pochodzenia geograficznego storczyki pod kątem ich okresów spoczynkowych można podzielić na trzy grupy:
- storczyki rosnące mniej więcej ciągle takie jak np. Phalaenopsis lub Vanda;
- storczyki z okresem spoczynku po ich kwitnieniu, np. Dendrobium nobile lub Laelia;
- storczyki z okresem spoczynku po wytwarzaniu nowego pędu rocznego z nową bulwą pędową, np. Miltonia lub Odontoglossum.

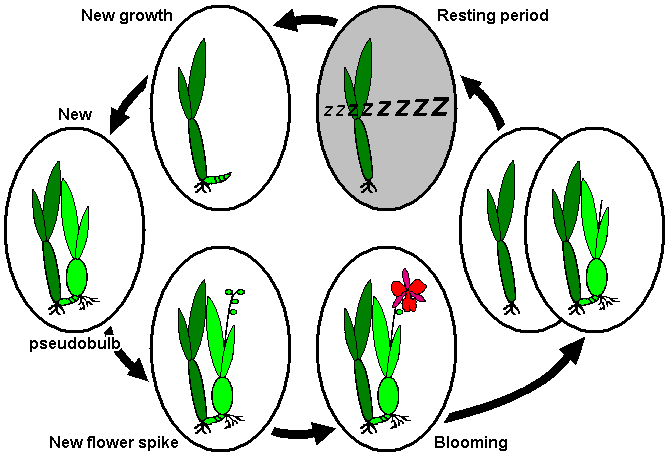
Cykl roczny storczyków sympodialnych z okresem spoczynkowym po kwitnieniu, np. Cycnoches ventricosum, Dendrobium nobile lub Laelia
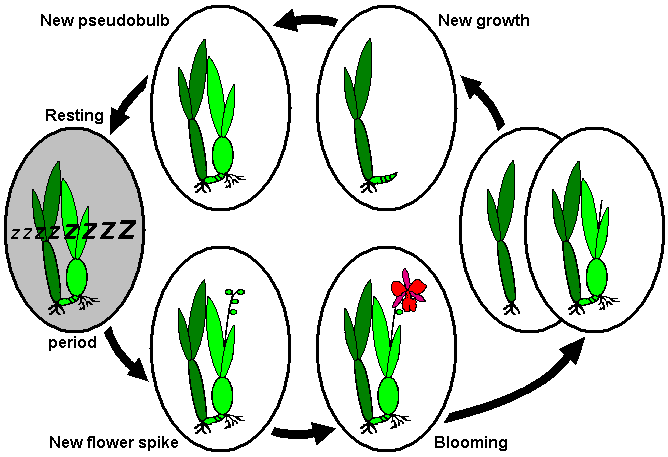
Cykl roczny storczyków sympodialnych z okresem spoczynkowym po wytwarzaniu nowego pędu rocznego, np. Miltonia lub Odontoglossum

## Symbolika
Storczyki mają wiele skojarzeń z wartościami symbolicznymi. Dla przykładu orchidea jest symbolem miasta Shaoxing w Chinach. Cattleya mossiae jest kwiatem narodowym Wenezueli, zaś Cattleya trianae jest narodowym kwiatem Kolumbii. Hybryda Vanda 'Miss Joaquim' jest narodowym kwiatem Singapuru. Orchidee występujące w basenie Morza Śródziemnego są przedstawione na Ara Pacis w Rzymie i są to jedyne znane przykłady wystąpienia tych kwiatów w najwcześniejszej sztuce europejskiej.